# Half-Life: Blue Shift
Half-Life: Blue Shift é um pacote de expansão do jogo de ficção científica da Valve Corporation, Half-Life. O jogo foi desenvolvido pela Gearbox Software com a Valve e publicada pela Sierra Entertainment em 12 de junho de 2001. Blue Shift é a segunda expansão de Half-Life, pretendido ser parte de uma versão de Dreamcast do jogo original. Apesar desta versão ter sido cancelada, a versão para PC continuou em desenvolvimento como um produto separado. Foi lançado no Steam em 24 de agosto de 2005.

## História
Em Agosto de 2005 a Valve anunciou o lançamento oficial de Blue-Shift no Steam, possibilitando que usuários possam registrar seus números de série para adquirir um pacote de jogos. Half-Life: Blue Shift não teria sido implantado no sistema desde o início pois o jogo usa um motor diferente do Half-Life original[carece de fontes?]. Ao contrário de Opposing Force, Blue Shift não oferece nenhum modo multiplayer, e também é uma expansão independente, não necessitando de Half-Life.
Nele, o jogador assume o controle de um segurança da Black Mesa, Barney Calhoun. Os inimigos são os mesmos de Half-Life, porém a expansão conta com algumas armas diferentes. O jogo também tem uma duração menor que o original. Barney passa por diversos pontos que interligam Half-Life e suas expansões, como o momento em que Gordon pula em um portal para entrar no planeta Xen, ou as diversas misteriosas aparições de G-Man. Juntamente com Blue-Shift, foi lançado um pacote de armas e modelos de personagens em alta definição que modificavam o seu conteúdo, juntamente com Half-Life e Half-Life: Opposing Force.